# Oreopanax incisus
Oreopanax incisus är en araliaväxtart som först beskrevs av Carl Ludwig Willdenow och Josef August Schultes, och fick sitt nu gällande namn av Joseph Decaisne och Jules Émile Planchon. Oreopanax incisus ingår i släktet Oreopanax och familjen Araliaceae. Inga underarter finns listade.